# ダクティル (衛星)
ダクティル ((243) Ida I Dactyl) は、小惑星 (243) イダの周囲を回っている平均直径1.4kmの衛星。1993年8月28日に行われた探査機ガリレオによるイダの近接探査で詳細な写真が撮られ、それを調べていたアン・ハーチが1994年2月17日に発見した。ガリレオが写真を撮る時に近づきすぎてしまったため、軌道の値はそれほど正確ではない。
当初はS/1993 (243) 1という仮符号が付けられていたが、後にギリシア神話に登場するイダ山に住む生き物の名前を取ってダクティルと命名された。
ダクティルの起源はまだ明らかになっていない。2つの有力な仮説があり、一つはイダとダクティルが同時にできたとするもの、もう一つは、ダクティルはイダができた後にイダからはじき出されたものであるとしている。両方の説にそれぞれ問題があり、状況を正確に説明できていない。
ダクティルは、初めて直接観測された小惑星の衛星である。この発見は、小惑星の衛星が存在するか否かについての長い論争に終止符を打った。

## 地形
ダクティルには2つのクレーターが発見されており、ギリシア神話のダクティルに関連するエピソードの登場人物に因んで「アクモン」「ケルミス」と名付けられている。